# Alessandra Rosaldo
Pour les articles homonymes, voir Sánchez et Barredo.
Alessandra Rosaldo (née Alejandra Sánchez Barredo à Mexico, Mexique; 11 septembre 1971), est une actrice, chanteuse, compositrice et danseuse mexicaine.

## Filmographie

### Télévision

#### Telenovelas
- 1999 - 2000 : DKDA, Sueños de juventud (Televisa) : Brenda Sakal
- 2001 : Aventura en el tiempo (Televisa) : La Fleur
- 2001 - 2002 : Salomé (Televisa) : Karla Montesino
- 2004 : Amarte es mi pecado (Televisa) : Paulina Almazán
- 2005 : Sueños y caramelos (Televisa) : Fátima
- 2011 : Ni contigo ni sin ti (Televisa) : Julia Mistral

### Cinéma

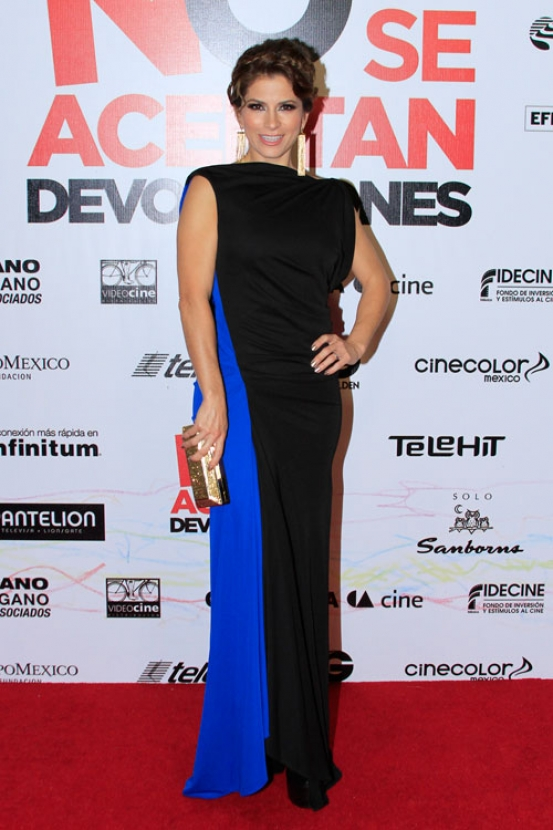
(Premiere de No se aceptan devoluciones au Mexique)

- 2013 : No se aceptan devoluciones : Renée, Énergique, elle est capable de tout pour obtenir ce qu'elle veut. Il n'hésitera pas à compromettre le bien-être de Maggie si c'est pour protéger Julie.
- 2015 : Spare Parts : Sra. Vázquez, mère de Oscar Vázquez (Carlos Pena Jr.)